# Akira Suzuki
Akira Suzuki (鈴木 章, Suzuki Akira; Mukawa, 12 september 1930) is een Japans scheikundige die bekend is geworden met de Suzuki-reactie, een organische reactie die gebruikt wordt om nieuwe organische moleculen te maken. Organische moleculen worden breed toegepast zoals in de productie van geneesmiddelen en elektronica. Hij kreeg hiervoor in 2010 de Nobelprijs voor de scheikunde samen met Richard F. Heck en Ei-ichi Negishi.

## Biografie
Suzuki werd op 12 september 1930 geboren in Mukawa. Hij studeerde aan de Universiteit Hokkaido en werd daar universitair docent na het behalen van zijn doctoraat. Van 1963 tot 1965 werkte Suzuki als postdoc met Herbert Charles Brown aan de Purdue-universiteit. Na zijn terugkomst in Japan werd hij professor aan de Universiteit Hokkaidō. Na zijn emeritaat van de universiteit Hokkaidō nam hij verschillende posities aan bij andere universiteiten: 1994-1995 Okayama University of Science en 1995-2002 Kurashiki University of Science and the Arts.

## Werk
Samen met zijn collega Norio Miyaura ontwikkelde Suziki in 1981 wat nu de Suzuki-Miyaura-reactie of Suzuki-koppeling wordt genoemd. Een organische reactie die boorzuur of booresters aanwend, de Suzuki-reactie is een vorm van palladium gekatalyseerde koppelingsreactie die anders is omdat het organoboranen gebruikt. Het toevoegen van boorzuur zorgt ervoor dat de effectiviteit van de palladium-katalysator nog verder wordt vergroot. De Suziki-reactie wordt tegenwoordig wijd toegepast voor het synthetiseren van onder ander polyalkenen, styrenen en gesubstitueerde bifenylen.
1901: Van 't Hoff ·
1902: E. Fischer ·
1903: Arrhenius ·
1904: Ramsay ·
1905: Baeyer ·
1906: Moissan ·
1907: Buchner ·
1908: Rutherford ·
1909: Ostwald ·
1910: Wallach ·
1911: Curie ·
1912: Grignard, Sabatier ·
1913: Werner ·
1914: Richards ·
1915: Willstätter ·
1918: Haber ·
1920: Nernst ·
1921: Soddy ·
1922: Aston ·
1923: Pregl ·
1925: Zsigmondy ·
1926: Svedberg ·
1927: Wieland ·
1928: Windaus ·
1929: Harden, Euler-Chelpin ·
1930: H. Fischer · 
1931: Bosch, Bergius ·
1932: Langmuir ·
1934: Urey ·
1935: F. Joliot-Curie, I. Joliot-Curie ·
1936: Debye ·
1937: Haworth, Karrer ·
1938: Kuhn ·
1939: Butenandt, Ružička ·
1943: Hevesy · 
1944: Hahn ·
1945: Virtanen ·
1946: Sumner, Northrop, Stanley ·
1947: Robinson · 
1948: Tiselius · 
1949: Giauque ·
1950: Diels, Alder ·
1951: McMillan, Seaborg ·
1952: Martin, Synge ·
1953: Staudinger ·
1954: Pauling ·
1955: Vigneaud ·
1956: Hinshelwood, Semjonov ·
1957: Todd ·
1958: Sanger ·
1959: Heyrovský ·
1960: Libby ·
1961: Calvin ·
1962: Perutz, Kendrew ·
1963: Ziegler, Natta ·
1964: Hodgkin ·
1965: Woodward ·
1966: Mulliken ·
1967: Eigen, Norrish, Porter ·
1968: Onsager ·
1969: Barton, Hassel ·
1970: Leloir ·
1971: Herzberg ·
1972: Anfinsen, Moore, Stein · 
1973: E.O. Fischer, Wilkinson · 
1974: Flory ·
1975: Cornforth, Prelog ·
1976: Lipscomb ·
1977: Prigogine · 
1978: Mitchell ·
1979: Brown, Wittig ·
1980: Berg, Gilbert, Sanger ·
1981: Fukui, Hoffmann ·
1982: Klug ·
1983: Taube ·
1984: Merrifield ·
1985: Hauptman, Karle ·
1986: Herschbach, Lee, Polanyi ·
1987: Cram, Lehn, Pedersen ·
1988: Deisenhofer, Huber, Michel ·
1989: Altman, Cech ·
1990: Corey ·
1991: Ernst ·
1992: Marcus ·
1993: Mullis, Smith ·
1994: Olah ·
1995: Crutzen, Molina, Rowland ·
1996: Curl, Kroto, Smalley ·
1997: Boyer, Walker, Skou ·
1998: Kohn, Pople ·
1999: Zewail ·
2000: Heeger, MacDiarmid, Shirakawa ·
2001: Knowles, Noyori, Sharpless ·
2002: Fenn, Tanaka, Wüthrich ·
2003: Agre, MacKinnon ·
2004: Ciechanover, Hershko, Rose ·
2005: Grubbs, Schrock, Chauvin ·
2006: Kornberg ·
2007: Ertl ·
2008: Shimomura, Chalfie, Tsien ·
2009: Steitz, Yonath, Ramakrishnan ·
2010: Heck, Negishi, Suzuki ·
2011: Shechtman ·
2012: Kobilka, Lefkowitz ·
2013: Karplus, Levitt, Warshel ·
2014: Betzig, Hell, Moerner ·
2015: Lindahl, Modrich, Sancar ·
2016: Sauvage, Stoddart, Feringa ·
2017: Dubochet, Frank, Henderson · 
2018: Arnold, Winter, Smith ·   
2019: Goodenough, Whittingham, Yoshino ·
2020: Charpentier, Doudna ·
2021: List, MacMillan ·
2022: Bertozzi, Meldal, Sharpless ·
2023: Bawendi, Brus, Jekimov ·
2024: Baker, Hassabis, Jumper